# Etaxalus rotundipennis
Etaxalus rotundipennis là một loài bọ cánh cứng trong họ Cerambycidae.